# SV Wehen Wiesbaden
SV Wehen Wiesbaden är en tysk fotbollsklubb från staden Taunusstein i Hessen. Herrarnas lag spelar från säsongen 2023/2024 i 2. Liga.

## Historia
Föreningen grundades 1926 men 1933 upplöstes klubben av nazisterna. 1946 återskapades föreningen som sedan 1996 spelade i Regionalliga. Med första platsen i Regionalliga Süd 2006/07 kvalificerade sig herrlaget till 2. Bundesliga.

## Placering tidigare säsonger
| Säsong    | Nivå | Liga          | Placering | Referens | Notering                                |
| --------- | ---- | ------------- | --------- | -------- | --------------------------------------- |
| 2016/2017 | 3    | 3. Liga       | 7         | [ 1 ]    |                                         |
| 2017/2018 | 3    | 3. Liga       | 4         | [ 2 ]    |                                         |
| 2018/2019 | 3    | 3. Liga       | 3         | [ 3 ]    | Uppflyttad till 2. Bundesliga 2019/2020 |
| 2019/2020 | 2    | 2. Bundesliga | 17        | [ 4 ]    | Nedflyttad till 3. Liga 2020/2021       |
| 2020/2021 | 3    | 3. Liga       | 6         | [ 5 ]    |                                         |
| 2021/2022 | 3    | 3. Liga       | 8         | [ 6 ]    |                                         |
| 2022/2023 | 3    | 3. Liga       | 4         | [ 7 ]    | Uppflyttad till 2. Bundesliga 2023/2024 |